# Замок Фридланд
Фридланд — средневековый замок, расположенный на территории современного города Правдинск Калининградской области.

## История
Датой основания замка Фридланда на реке Алле считается 1312 год, через год на территории замка заложили кирху Святого Георгия. В 1347 году Фридланд был взят и разрушен литовцами. В 1440 году во Фридланде произошла гражданская война между Тевтонским орденом и «Прусским союзом», которые и захватили замок.
После возвращения Фридланда под контроль Тевтонского ордена вокруг города была возведена крепостная стена, рвы расширили и углубили, на юго-западе и северо-западе построили две мощные башни, на южной — две небольшие башни. С западной и восточной сторон Фридланда были возведены городские ворота, выполнявшие и оборонительную функцию. Восточные ворота, называвшиеся Аллетор, были снесены в 1793 году. Западные ворота, называвшиеся Домнаутор, в 1895 году были выкуплены на слом. В начале XVI века на северной стороне Фридланда возвели двойные Мельничные ворота с двумя башнями разной высоты и ширины, снесённые в 1862 году.
К концу 1720-х годов оборонительные сооружения Фридланда перестали соответствовать своему назначению: рвы были частично засыпаны, к городским стенам пристраивались жилые дома.
Остатки крепостных стен и западного рва сохранились до начала XXI века.